# Мажура, Иван Владимирович
Иван Владимирович Мажура (1921, СССР — 2000, Пермь, Россия) — советский и российский деятель органов внутренних дел. Начальник Управления внутренних дел Пермской области с 1986 по 1991. Участник Великой Отечественной войны.

## Биография
Родился 15 апреля 1921 года.
В 1941 году курсант школы начальствующего состава II дивизии НКВД в городе Тула.
По окончании школы — командир взвода 951 стрелкового полка Северо-Западного фронта.
В августе 1941 г. ранен, находился на лечении в эвакогоспитале № 3163.
1941—1942 гг. — курсант Свердловской межобластной школы милиции.
1943—1954 гг. служба в ОБХСС УМВД Свердловской области.
1954—1962 гг. служба в отделе уголовного розыска УВД Свердловского облисполкома.
1962—1969 гг. — заместитель начальника УВД Пермского облисполкома.
1969—1982 гг. — начальник УВД Пермского облисполкома; генерал-майор милиции. 1983—1991 гг. — служба в органах МВД.
Похоронен на Южном кладбище города Перми.

## Награды
Награжден: Орденам Отечественной войны, Орденом Трудового Красного Знамени; медалями «За боевые заслуги», «За победу над Германией в Великой Отечественной войне 1941—1945 гг.», «За отличную службу по охране общественного порядка».